# 99P/Kowal
La cometa Kowal 1, formalmente 99P/Kowal, è una cometa periodica appartenente alla famiglia delle comete gioviane. Scoperta il 24 aprile 1977 a seguito della riscoperta avvenuta il 21 febbraio 1991 ha ricevuto la numerazione definitiva.